# 京都民主医療機関連合会
京都民主医療機関連合会（きょうとみんしゅいりょうきかんれんごうかい）は、京都府における全日本民主医療機関連合会(民医連)の地方組織である。略称は京都民医連。
京都「府」民主医療機関連合会ではない。

## 概要
1953年6月全日本民主医療機関連合会の結成を受けて、1953年8月14日に京都民医連を創設。
2020年6月現在、京都府内に4病院、27診療所（歯科5）、9保険薬局、3老健施設、訪問看護・ヘルパーステーション、介護施設、看護専門学校などが加盟している。
事務局は京都市右京区西院下花田町21-3 春日ビル4階に置く。

## 加盟法人
(この節の出典)
- 公益社団法人信和会 - 京都市左京区田中飛鳥井町89
  - 京都民医連あすかい病院 - 京都市左京区田中飛鳥井町89
- 公益社団法人京都保健会 - 京都市中京区西ノ京塚本町11
  - 京都民医連中央病院 - 京都市右京区太秦土本町2-1
  - 吉祥院病院 - 京都市南区吉祥院井ノ口町43
  - 京都協立病院 - 京都府綾部市高津町三反田1番地
  - 近畿高等看護専門学校 - 京都市中京区西ノ京小堀池町5-2
- 医療法人葵会 - 京都市北区紫野西野町60-5
- 医療法人(社団) 西七条厚生会 - 京都市下京区朱雀裏畑町73
- やましろ健康医療生活協同組合 - 宇治市大久保町山ノ内19-1
- 一般財団法人京都労働災害被災者援護財団 - 京都市伏見区竹田真幡木町115
- 乙訓医療生活協同組合 - 向日市寺戸町殿長37番地
- 社会福祉法人保健福祉の会 - 京都市中京区西ノ京小堀池町16
- 一般社団法人メディカプラン京都(薬局法人) - 京都市左京区田中飛鳥井町44-2
- 一般社団法人京都コムファ(薬局法人) - 京都市下京区朱雀裏畑町65
- 京都医療事業協同組合 - 京都市右京区西京極町ノ坪町4-1 ヴィラビスカヤ1階

## 関連人物
- 高橋松蔵（外科医、内科医、小児科医） - 紫野診療所初代所長、京都民医連第2代会長。